# Philip Wüthrich
Philip Wüthrich (né le 17 janvier 1997 à Berne) est un joueur de hockey sur glace professionnel Suisse. Il évolue à la position de gardien de but.

## Biographie

### Jeunesse
Philip évolue dans le mouvement junior du CP Berne. En 2014 et 2015, il est sacré champion de la division Élite des moins de 17 ans, s'illustrant à chaque fois parmi les meilleurs gardiens du championnat.
Lors de la saison 2015-2016, il est sacré champion de Juniors Élites A avec le contingent des moins de 20 ans, s'emparant de la place de titulaire durant les séries éliminatoires. Il continue de se développer avec ce contingent durant les deux années suivantes.

### En club
Philip fait ses débuts professionnelles avec le SC Langenthal lors de la saison 2018-2019, à la suite d'un prêt. Il s'impose tout de suite comme un des meilleurs gardiens du championnat affichant la plus faible moyenne de buts encaissés et au terme de la saison, il est sacré champion de Swiss League. Il dispute également la saison suivante avec Langenthal, avant que celle-ci soit interrompue par la Pandémie de Covid-19.
Lors de la saison 2020-2021, il intègre le contingent du CP Berne en tant que deuxième gardien, derrière Tomi Karhunen. Disputant deux matchs en Coupe Suisse et n'encaissant aucun but, il est l'un des artisans de la conquête de ce trophée par les Bernois. La saison suivante, il est le gardien de confiance de son entraîneur, disputant 39 rencontres de saison régulière. l'année suivante, il prend part aux séries éliminatoires pour la première fois en tant que titulaire, aidant Berne a éliminer Kloten en 3 rencontres, puis s'inclinant en 6 matchs face au rival Bienne.

### En équipe nationale
Philip représente son pays dès les sélections moins de 16 ans, en 2013-2014.
En 2015, il prend part à la Coupe Hlinka-Gretzky (7e place) et au Défi mondial junior A (6e Place).
Il est retenu pour le Championnat du monde moins de 18 ans de 2017. N'étant pas le gardien titulaire, il voit son équipe se classer au 7e rang. L'année suivante, il y reprend part en tant que gardien partant. il livre une excellente performance contre la Russie et la Tchéquie, étant désigné les deux fois homme du match. Contre le Canada en quart de finale, l'équipe suisse a peu de chance sur le papier et ça se confirme rapidement, malgré de nombreux arrêts, Philip cède sa place à Matteo Ritz lors de la 27e minute, le score étant de 4-0. Au final, la suisse s'inclinne 8-2 et termine à la 8e place du tournoi.
Lors de la saison 2021-2022, en vue des Jeux olympiques, le sélectionneur de l'équipe nationale, Patrick Fischer, appelle Philip lors de la Deutschland Cup. Il dispute le premier match contre la Slovaquie. Sa défense commettant beaucoup d'erreur, il ne peut éviter à son équipe de s'incliner sur le score de 7-1. Les deux autres rencontres sont disputées par deux autres gardiens, Joren van Pottelberghe et Ludovic Waeber. Fisher ne le convoque plus jusqu'à la préparation du Championnat du monde, il dispute deux rencontres avant d'être rejeté le 2 mai 2022.

## Statistiques

### En club

#### Championnat
| Saison    | Équipe                  | Ligue            |                   | Saison régulière  | Saison régulière  | Saison régulière  | Saison régulière  | Saison régulière  | Saison régulière  | Saison régulière  |                   | Séries éliminatoires | Séries éliminatoires | Séries éliminatoires | Séries éliminatoires | Séries éliminatoires | Séries éliminatoires | Séries éliminatoires |
| Saison    | Équipe                  | Ligue            | PJ                | Min               | BC                | Moy               | % Arr             | Bl                | Pun               | PJ                | Min               | BC                   | Moy                  | % Arr                | Bl                   | Pun                  |                      |                      |
| 2014-2015 | CP Berne U20            | Juniors Élites A | 1                 | 60                | 4                 | 4                 | -                 | 0                 | -                 | -                 | -                 | -                    | -                    | -                    | -                    | -                    |                      |                      |
| 2015-2016 | CP Berne U20            | Juniors Élites A | 12                | 723               | 26                | 2,16              | -                 | 0                 | -                 | 9                 | 527               | 20                   | 2,28                 | -                    | 1                    | -                    |                      |                      |
| 2015-2016 | SC Unterseen-Interlaken | 1re Ligue        | 3                 | 183               | 16                | 5,23              | -                 | 0                 | -                 | -                 | -                 | -                    | -                    | -                    | -                    | -                    |                      |                      |
| 2016-2017 | CP Berne U20            | Juniors Élites A | 31                | 1 840             | 64                | 2,09              | -                 | 3                 | -                 | 5                 | -                 | -                    | 4,17                 | -                    | -                    | -                    |                      |                      |
| 2017-2018 | CP Berne U20            | Juniors Élites A | 31                | 1 840             | 79                | 2,57              | -                 | 0                 | 8                 | 4                 | -                 | -                    | 3,75                 | -                    | -                    | -                    |                      |                      |
| 2018-2019 | SC Langenthal           | SL               | 29                | 1 748             | 58                | 1,99              | 92                | 2                 | 2                 | 15                | 923               | 22                   | 1,43                 | 95,4                 | 4                    | 0                    |                      |                      |
| 2019-2020 | SC Langenthal           | SL               | 33                | 1 873             | 82                | 2,63              | 91,5              | 4                 | 2                 | 5                 | 318               | 14                   | 2,64                 | 90,8                 | 0                    | 0                    |                      |                      |
| 2020-2021 | CP Berne                | NL               | 21                | 1 245             | 67                | 3,23              | 90,6              | 0                 | 0                 | -                 | -                 | -                    | -                    | -                    | -                    | -                    |                      |                      |
| 2021-2022 | CP Berne                | NL               | 39                | 2 299             | 97                | 2,53              | 92,1              | 1                 | 2                 | -                 | -                 | -                    | -                    | -                    | -                    | -                    |                      |                      |
| 2022-2023 | CP Berne                | NL               | 44                | 2 607             | 115               | 2,65              | 91,2              | 2                 | 2                 | 9                 | 534               | 22                   | 2,47                 | 90,2                 | 1                    | -                    |                      |                      |
| 2023-2024 | CP Berne                | NL               | 12                | 688               | 25                | 2,18              | 92,5              | 2                 | 2                 | 4                 | 170               | 7                    | 2,46                 | 89,6                 | 1                    | -                    |                      |                      |
| 2023-2024 | EHC Bâle                | SL               | 1                 | 60                | 1                 | 1                 | 94,4              | 0                 | 0                 | -                 | -                 | -                    | -                    | -                    | -                    | -                    |                      |                      |
| 2024-2025 | CP Berne                | NL               | Saison en cours ? | Saison en cours ? | Saison en cours ? | Saison en cours ? | Saison en cours ? | Saison en cours ? | Saison en cours ? | Saison en cours ? | Saison en cours ? | Saison en cours ?    | Saison en cours ?    | Saison en cours ?    | Saison en cours ?    | Saison en cours ?    |                      |                      |
| Totaux NL | Totaux NL               | Totaux NL        | 116               | 6 839             | 304               | 2,67              | 91,6              | 5                 | 6                 | 13                | 704               | 29                   | 2,47                 | 90                   | 2                    | 0                    |                      |                      |

#### Tournoi
| Saison    | Équipe        | Compétition     |   | PJ  | Min | BC   | Moy | % Arr | Bl | Pun                |  | Résultat |
| 2019-2020 | SC Langenthal | Coupe de Suisse | 2 | 87  | 7   | 4,78 | -   | 0     | -  | Huitième de finale |  |          |
| 2020-2021 | CP Berne      | Coupe de Suisse | 2 | 120 | 0   | 0    | -   | 2     | -  | Vainqueur          |  |          |

### En équipe nationale
| Année     | Équipe     | Compétition                 |   | PJ  | Min | BC   | Moy  | % Arr | Bl | Pun      |  | Résultat |
| 2015-2016 | Suisse U18 | Coupe Hlinka-Gretzky        | 3 | -   | -   | 5,9  | 85,3 | -     | -  | 7e place |  |          |
| 2015-2016 | Suisse U18 | Défi mondial junior A       | 2 | -   | -   | 6,07 | 82,4 | -     | -  | 6e place |  |          |
| 2016      | Suisse U18 | Championnat du monde U18    | 2 | 120 | 13  | 6,5  | 84   | 0     | -  | 8e place |  |          |
| 2017      | Suisse U20 | Championnat du monde junior | 0 | -   | -   | -    | -    | 0     | -  | 7e place |  |          |
| 2018      | Suisse U20 | Championnat du monde junior | 4 | 207 | 17  | 4,93 | 88,7 | 0     | -  | 8e place |  |          |
| 2021-2022 | Suisse     | Deutschland Cup             | 1 | 59  | 5   | 5,11 | 85,7 | 0     | -  | 3e place |  |          |

## Trophées et honneurs personnels

### Juniors Élites A
- Champion de Suisse 2016 avec le CP Berne.
- Gardien ayant obtenu la moyenne de buts alloués la plus faible lors de la saison 2017-2018 (2,57).

### Swiss League
- Champion de Suisse 2019 avec le SC Langenthal.
- Gardien ayant obtenu la moyenne de buts alloués la plus faible lors de la saison 2018-2019 (1,99).
- Gardien ayant disputé le plus de minutes lors des séries éliminatoires 2017-2018 (923).
- Gardien ayant obtenu le plus de victoires lors des séries éliminatoires 2017-2018 (12).
- Gardien ayant obtenu le plus de blanchissages lors des séries éliminatoires 2017-2018 (4).

### National League
- Gardien ayant disputé le plus de minutes lors de la saison 2022-2023 (2607).

### Coupe de Suisse
- Vainqueur en 2021 avec le CP Berne.

### Équipe nationale
- Désigné comme étant un des 3 meilleurs joueurs de sa sélection nationale lors du Championnat du monde junior 2018.

## Transactions et contrats
- Le 29 mars 2018, il est prêté au SC Langenthal pour la fin de la saison 2017-2018[1].

- Le 11 janvier 2019, il est à nouveau prêté au SC Langenthal jusqu'au terme de la saison[9].

- Le 10 octobre 2019, il signe une prolongation de contrat avec Berne, d'une durée de 2 ans[10].

- Le 18 novembre 2021, il prolonge à nouveau avec Berne, mais pour trois ans cette fois-ci[11].